# 中国西北部

中国西北部

中国西北部（ちゅうごく-せいほくぶ）は中国の西北内陸の地域。地理上は黄土高原西部、渭河平原、河西走廊、青蔵高原北部、内モンゴル高原西部、ツァイダム盆地、新疆の大部分の地域を含む。中国においては西北区、または略して西北と呼ばれる。
西北五省区は陝西省、甘粛省、青海省、寧夏回族自治区、新疆ウイグル自治区
広義の西北地区はさらに内モンゴル自治区西部の阿拉善盟、烏海市、巴彦淖爾市、鄂爾多斯市を含む。